# Алмиранте Барозо (бронепалубен крайцер, 1896)
Алмиранте Барозо (на португалски: Almirante Barroso) е бронепалубен крайцер на бразилските ВМС от края на 19 век. Първоначално са поръчани три единици на проекта, впоследствие, заради просрочвания на плащанията, главният крайцер е продаден на Чили и преименуван на „Министро Сентено“. След това Бразилия поръчва още един кораб, но през 1898 г. два от корабите са купени от САЩ и влизат в състава на американския флот като крайцерите от типа „Ню Орлиънс“. Така, „Алмиранте Барозо“ се оказва в състава на бразилския флот в единствен екземпляр. Конструктивно принадлежи на т.нар. „елсуикски“ крайцери, строени за експорт от британската компания Armstrong Whitworth.